# Dominique Veilex
Dominique Veilex est un footballeur puis entraîneur français, né le 16 février 1960 à Orange.

## Biographie

### Entraîneur
À la surprise générale et alors que son club du Gazélec venait de monter de CFA en National, le club termine sur le podium et retrouve la Ligue 2 en mai 2012.
Il signe au Sporting Toulon Var en tant qu’entraîneur de l'équipe première en CFA pour la saison 2016-2017. Ne terminant pas la saison, il est remplacé au cours de celle-ci par son adjoint Luigi Alfano.
En 2017, il devient l'entraîneur de l'Association sportive Excelsior à La Réunion.

## Palmarès

### Entraîneur
- Champion de France amateurs en 2011 avec le Gazélec Ajaccio.